# Zwartkapbabbelaar
De zwartkapbabbelaar (Turdoides reinwardtii) is een zangvogel uit de familie Leiothrichidae die voorkomt in Afrika ten zuiden van de Sahara.

## Taxonomie
De zwartkapbabbelaar is sterk verwant aan de oeverbabbelaar (T. tenebrosa) en de zwartteugelbabbelaar (T. melanops). De vogel werd door William John Swainson voor het eerst wetenschappelijk beschreven en getekend, onder vermelding van de verkeerde locatie (Indian islands). Hij heeft de vogel genoemd naar zijn ontdekker, de Nederlandse botanicus van Duitse afkomst Caspar Georg Carl Reinwardt.

## Herkenning
De vogel is 25 tot 26 cm lang en weegt 69 tot 91 gram. Het is een vrij grote soort babbelaar, met een betrekkelijk korte staart (voor een babbelaar). De vogel is van boven geheel grijsbruin en met een bleekgrijze, naar lichtgeelbruin neigend gekleurde borst en buik waarbij de onderbuik geleidelijk roomkleurig wordt. Op de borst zijn grijsbruine, driehoekige vlekjes. De snavel is donkergroen tot bijna zwart, de poten zijn grijsbruin (sepia).

## Verspreiding en leefgebied
Deze soort komt voor in westelijk en centraal Afrika en telt twee ondersoorten:
- T. r. reinwardtii: van Senegal tot Sierra Leone.
- T. r. stictilaema: van Ivoorkust tot de Centraal-Afrikaanse Republiek en noordelijk Congo-Kinshasa.

Het leefgebied komt overeen met dat van de sahelbabbelaar, dus ook terrein met dicht struikgewas, maar dan dichter en vaak ook in vochtiger gebied, dus ook bij moerassen, langs waterlopen en soms in mangrove. Het is een vogel van laagland die in Kameroen tot op hoogstens 1000 m boven zeespiegel is waargenomen.

## Status
De grootte van de wereldpopulatie is niet gekwantificeerd. De soort is plaatselijk nog vrij algemeen, maar gaat in aantal achteruit. Echter, het tempo van achteruitgang ligt onder de 30% in tien jaar (minder dan 3,5% per jaar). Om deze redenen staat de zwartkapbabbelaar als niet bedreigd op de Rode Lijst van de IUCN.